# André-Marie Charue
André-Marie Charue, né le 1er juillet 1898 à Jemeppe-sur-Sambre (Belgique) et décédé le  20 décembre 1977 à Namur (Belgique), était un prêtre, puis évêque, du diocèse de Namur. Docteur et Maïtre en théologie  et licencié en Sciences bibliques, il a été le 27e évêque du diocèse de Namur, de 1941 à 1974. Il joua un rôle important au concile Vatican II et en introduisit l'esprit et les réformes dans son diocèse.

## Biographie

### Formation et début de carrière
André-Marie Charue est né à Jemeppe-sur-Sambre en province de Namur (Belgique), le 1er juillet 1898, d'un père comptable aux Glaceries Saint-Roch.
Enseignement primaire à l'école de Saint-Joseph d'Auvelais. De 1910 à 1918, humanités anciennes suivies de deux années de philosophie au petit séminaire de Floreffe. Après un cycle complet de théologie au Grand séminaire de Namur, il est ordonné prêtre le 15 août 1922.
En 1926, il acquiert le titre de docteur en théologie à l'université catholique de Louvain, puis part pour Rome où il obtient le titre de licencié en sciences bibliques de l'Institut biblique (1928). De retour en Belgique il enseigne l'Écriture Sainte au Grand Séminaire de Namur tout en poursuivant ses travaux qui l'amènent à l'obtention du titre de maître en théologie, le 9 juillet 1929, avec une thèse sur "L'incrédulité des juifs dans le Nouveau Testament" ( Gembloux, Duculot, 1929).
Ce même 9 juillet 1929, son évêque, Thomas-Louis Heylen, le nomme chanoine honoraire de sa cathédrale.

### Évêque de Namur durant la guerre
Nommé 27e évêque de Namur par le pape Pie XII le 12 décembre 1941, il est ordonné évêque par le cardinal Joseph-Ernest Van Roey, archevêque de Malines, le 11 février 1942.
Le contexte de la guerre met le jeune évêque devant des responsabilités difficiles. Dès le début de l'occupation allemande, les évêques de Belgique avaient interdit la participation en uniforme aux offices religieux - mesure qui visait les diverses milices collaborationnistes et les Belges engagés dans l'armée allemande, dont les membres du mouvement rexiste, né dans les milieux de l'action catholique avant d'être condamné (1936) par les autorités catholiques.
Le 25 juillet 1943, conformément à la décision des évêques, le curé-doyen de Bouillon refuse de donner la communion au leader rexiste Léon Degrelle, alors officier SS et chef de la « légion Wallonie » sur le front russe, en permission dans sa famille. Degrelle gifle le prêtre et l'enferme dans la cave de la maison familiale - avant de le libérer sous la pression… de l'autorité militaire allemande ! André-Marie Charue prononce son excommunication et la rend publique. Il mesurait les risques de cette décision extraordinaire - qui se vérifièrent : dans les mois qui suivirent, plusieurs prêtres proches de l'évêque furent arrêtés et moururent en déportation. Ce fut pour lui une terrible souffrance.

### Théologien au concile Vatican II
Durant le concile Vatican II, ce qu'on appelé alors la "squadra belga", c'est-à-dire le groupe des évêques belges, épaulés par les théologiens de l'université de Louvain, joua un rôle de premier plan dans la majorité "progressiste" qui  appelait un renouveau de l'Église catholique : "à partir de la 2e session, la presse italienne commença à parler d’une squadra belga aussi redoutable que la squadra azurra, l’équipe nationale du football italien. Cette squadra belga occupait en effet une place dominante aussi bien au sein de la direction générale du concile (avec le cardinal Suenens comme un des quatre modérateurs) qu’à la commission doctrinale (avec Charue comme 2ème vice-président et Philips comme secrétaire adjoint) et également au Secrétariat pour l’unité (avec De Smedt et Thils). De plus le Pontificio Collegio Belga était vu comme un centre stratégique où étaient élaborées les manœuvres de la «majorité» conciliaire. Certains parlaient même d’un Concilium Vaticanum ii, Lovaniense i ou d’un Concilium Mechliniense, Romae habitum" . André-Marie Charue, esprit rigoureux et loyal, spécialiste des études bibliques, jouissant de la confiance de Paul VI, fut élu vice-président de la "commission doctrinale", la plus importante du concile.
Armé de ses compétences exégétiques et en collaboration étroite avec les théologiens et exégètes de Louvain, en particulier Mgr Cerfaux, il fut en particulier un artisan majeur d'un des textes du concile qui a eu le plus d'impact durable pour la foi vécue des catholiques : la constitution Dei Verbum, sur les sources de la foi. Ce texte, d'une part, reconnaît avec confiance les exigences de l'analyse critique, des méthodes scientifiques (historiques et textuelles) et le rôle de la réflexion dans l'interprétation du texte biblique; il clôture ainsi la "crise moderniste" et s'oppose résolument à une attitude fondamentaliste ou littéraliste (lecture qui sacralise le texte, au premier degré et au pied de la lettre);  en même temps et surtout, il rend au texte biblique sa place de référence première de la foi. Il ouvre ainsi les voies à une restauration de la communion ecclésiale avec les églises protestantes - car cette question fut pendant quatre siècles un point de rupture entre chrétiens, le catholicisme ayant accentué, comme référence de la foi, la « Tradition de l'Église », souvent réduite depuis la contre-réforme au magistère hiérarchique et à la théologie dominante récente[réf. nécessaire]. Depuis, l'écoute des textes bibliques a profondément transformé la culture de l'Église catholique, à tous les niveaux.
Par ailleurs, avec les autres évêques belges et le théologien Philips, de l'université de Louvain, Charue contribua de façon intensive à la rédaction et à l'adoption du texte central du concile, la constitution Lumen gentium. Ce texte refonde entièrement la compréhension que l'Église catholique a d'elle-même, passant d'une vision avant tout hiérarchique à l'idée du « peuple de Dieu », et d'une mentalité de contre-société assiégée à celle d'un « levain dans la pâte » humaine. Avec le mélange de sobriété et d'énergie qui le caractérisaient, il joua ainsi un rôle important dans l'histoire de l'Église catholique romaine au XXe siècle.
Peu après, il vécut douloureusement les déchirements entre néerlandophones et francophones qui conduisirent à la scission de l'université catholique de Louvain et au départ de sa section francophone de l'ancienne capitale (flamande) du Brabant vers une nouvelle implantation en Wallonie, baptisée  Louvain-la-Neuve- entreprise risquée qui devint un succès.
Tout cela ne l'empêchait pas de remplir scrupuleusement toutes ses tâches pastorales, très attentif en  particulier à la qualité de la formation des prêtres de son diocèse, où il construisit un nouveau séminaire.
Par ailleurs, par décret du 19 février 1943, et après un examen scrupuleux des faits, André-Marie Charue avait permis de rendre dans son diocèse un culte public à Notre-Dame de Beauraing tout en se réservant son jugement définitif sur les apparitions mariales de Beauraing et sur leur caractère surnaturel.
André-Marie Charue est admis à l'éméritat le 24 juin 1974. Il passe les dernières années de sa vie à rendre des services pastoraux aux malades de la clinique Sainte-Elisabeth à Namur où il meurt le 20 décembre 1977.

## Devise
« Christum oportet crescere » : paroles de Jean-Baptiste à ses disciples lorsque ces derniers lui demandent si Jésus est bien le Messie. Le texte complet est : « Voilà ma joie elle est maintenant parfaite. Il faut que lui [le Christ] grandisse, et que moi je décroisse » (Jean 3:29-30)